# هفته

نمادهای روزهای هفته در گاهشماری رومی.

هر هَفته از هفت روز و هر ماه از ۱۰۲ هفته تشکیل شده است
هفته از گام‌های چهارگانه ماه قمری گرفته شده و امروزه در همهٔ جوامع از آن به‌عنوان یک واحد زمان استفاده می‌شود.∗
برخی مردم مدیترانه هر پاره زمان شبانه‌روز را تحت فرمانروایی یکی از اجرام هفتگانهٔ آسمان (خورشید و ماه و پنج سیارهٔ روشن) که خدایان آن‌ها بودند می‌دانستند. مصریان دورترین سیاره را زحل و آغاز این گردش را با آن می‌دانستند. مصریان معتقد بودند هر روز با گردش یک جرم آغاز می‌شود و به آن هم نامیده می‌شود. بنابرین عملاً روزهای متوالی هفتگانه را به نام اجرام شناسایی کردند. سربازان رومی مقیم در مصر به هفتهٔ هفت‌روزه خو گرفتند و آن را به سرزمین اصلی خود معرفی برای جایگزینی با هفتهٔ هشت‌روزهٔ خود معرفی کردند. اکتاویان (سزار آگوستوین) و حاکمان رومی پس از او، این رسم را مجاز دانستند ولی تا زمان امپراتور کنستانتین در سال ۳۲۱ بعد از میلاد به‌طور رسمی مورد استفاده قرار نگرفت. نام‌های انگلیسی (انگلوساکسون) ایام هفته، از نام‌های انگلوساکسون همان هفت اجرام آسمانی که مورد احترام مردم باستان بود گرفته شده‌است.
اما آنچه بیشتر مشهور است این است که بابلیان اسامی روزهای هفته را از روی اجرام هفتگانهٔ منظومهٔ شمسی نام‌گذاری می‌کردند که رومیان بعدها از روش آنان پیروی کردند بنام اجرام که خدایان آن‌ها بودند نامگذاری کرده و تقویم ژولیوسی و گریگوری را به وجود آوردند. طبق این قرارداد اولین روز یکشنبه (روز خورشید) - دوشنبه (روز ماه) - سه شنبه (روز مریخ=الهه جنگ) - چهارشنبه (روز عطارد) - پنجشنبه (روز مشتری=الهه رعد و برق) و آدینه (روز زهره=الهه عشق) و شنبه (روز زحل=الهه زمان یا کشت و زرع) نام‌گذاری شده‌است.
این شیوه تقسیم‌بندی (هفته) بعدها در تقویم‌های جهان عمومیت یافته، چنانچه در تقویم‌های شرقی هند، تبت، برمه و… نیز رایج شده، از جمله در ژاپن سابقه یک هزار ساله دارد.
در گاهشماری ایرانی هفته با شنبه شروع شده و با آدینه که روز تعطیل هفته‌است، پایان می‌پذیرد.
امروز جمعه از روزهای هفته است.

## نام روزهای هفته
نام‌های روزهای هفته در خاورمیانه و برخی زبان‌های پیرامونی:
| فارسی      | تاجیکی    | هورامی        | عربی     | ترکی      | ترکی آذربایجانی | پشتو     | کردی کرمانجی | کردی سورانی | عبری      | ارمنی      | اردو   | بلوچی | گیلکی    |
| ---------- | --------- | ------------- | -------- | --------- | --------------- | -------- | ------------ | ----------- | --------- | ---------- | ------ | ----- | -------- |
| شنبه       | Шанбе     | شه‌ممه‌ی        | السَّبت    | Cumartesi | Şənbə           | شنبی     | Şemî         | شه‌ممه       | יום השבת  | Շաբաթ      | هفته   | گنجی  | شمبه     |
| یک‌شنبه     | Якшанбе   | یه‌کشه‌ممه‌ی     | الأحَد    | Pazar     | Bazar           | یکشنبه   | Yekşem       | یه‌کشه‌ممه    | יום ראשון | Կիրակի     | اتوار  | جتی   | یک‌شمبه   |
| دوشنبه     | Душанбе   | دوه‌شه‌ممه‌ی     | الإثنَین  | Pazartesi | Bazar ertəsi    | دوشنبه   | Duşem        | دووشه‌ممه    | יום שני   | Երկուշաբթի | پیر    | مولمُ  | دۊشمبه   |
| سه‌شنبه     | Сешанбе   | یه‌ره‌شه‌ممه‌ی    | الثُلاثاء | Salı      | Çərşənbə axşamı | سی شنبه  | Sêşem        | سێشه‌ممه     | יום שלישי | Երեքշաբթի  | منگل   | سوب   | سه‌شمبه   |
| چهارشنبه   | Чоршанбе  | چوارشه‌ممه‌ی    | الأربِعاء | Çarşamba  | Çərşənbə        | چهارشنبه | Çarşem       | چوارشه‌ممه   | יום רביעי | Չորեքշաբթի | بده    | ساکم  | چهارشمبه |
| پنج‌شنبه    | Панҷшанбе | په‌ن شه‌ممه‌ی    | الخَمیس   | Perşembe  | Cümə axşamı     | پنجشنبه  | Pêncşem      | پێنجشه‌ممه   | יום חמישי | Հինգշաբթի  | جمعرات | شِکر   | پنج‌شمبه  |
| جمعه/آدینه | Ҷумъа     | جومعه‌ی/ هه‌ینی | الجُمعة   | Cuma      | Cümə            | جمعه     | În           | هه‌ینی       | יום שישי  | Ուրբաթ     | جمعه   | آدینگ | جۊمعه    |

## هفته در ایران باستان
معروف است در ایران باستان هفته وجود نداشته‌است و گاهشماری نزد ایرانیان بر پایهٔ روزهای ماه بوده‌است. به این ترتیب که هر روز به ایزدی منسوب بوده و نامی داشته‌است. نمونه را روزِ نخستِ هر ماه، به نامِ هورمزد (هرمز)، روزِ دوم به نامِ وهومن (هومن یا بهمن)، یا روز شانزدهم به نامِ ایزدبانو آناهیتا نامیده شده بود و هر روز که نامش با نام ماه یکسان بود به نیایش و جشن مختص می‌شد. مفهومِ هفته از تمدن‌های همسایه، به ویژه، میان رودان در فرهنگ ایرانی شده و پس از اسلام صورت امروزی گرفته‌است. تا جایی که در دربار دوره ساسانی از هفته استفاده نمی‌شده‌است.
در شاهنامه از واژه‌های هفته و چهارشنبه بیش از ۱۲۰ بار یاد شده‌است که با استفاده وی احتمال وجود هفته در ایران باستان را تقویت می‌کند. اما نمی‌تواند مستند وجود هفته در ایران باستان باشد.
| ستاره شُـمَـر گفت بهرام را |  | که در چهارشنبه مزن کام را |

متون مانوی کاربرد گسترده هفته را تأیید می‌کند. در این کتاب‌ها از روزهای یکشنبه و دوشنبه با نام مهرروز (خورروز) و ماه‌روز یاد شد کرده‌است و این دو، روزهای روزه‌داری مانوی دانسته شده‌اند و دوشنبه، روز مقدس و تعطیل مانویان بوده‌است.
و آخر اینکه در متون یافت شده چینی از نام روزهای هفته نام برده شده‌است. در یک متن نجومی کهن بودایی که در سال ۷۵۹ میلادی از سانسکریت به چینی بازگردانده شده‌است؛ و یانگ چینگ فنگ در سال ۷۶۴ میلادی حاشیه‌ای بر آن بازنوشته است؛ از نام روزهای هفته در زبان چینی و معادل آن‌ها با روزهای هفته در فارسی میانه در دو نوع آن یاد کرده‌است: یوشمبت (روز تعطیل)، دوشمبت، سه‌شمبت، چرشمبت، پنج‌شمبت، شش‌شمبت، شمبت.

### هفته در آیین میترایی
هفته نسبت داده شده در گاهشمار میترایی در تطبیق با اجرام سماوی:
- شنبه= کیوان‌شید (زحل=Saturn)
- یکشنبه= مهرشید (خورشید=Sun)
- دوشنبه= مه‌شید (ماه=Moon)
- سه‌شنبه= بهرام‌شید (مریخ=Mars)
- چهارشنبه= تیرشید (عطارد=Mercury)
- پنجشنبه= اورمزدشید یا هرمزشید (مشتری=Jupiter)
- آدینه= ناهیدشید (زهره=Venus)

معادل سغدی این نام‌ها بدینگونه با مبدأ یکشنبه بازآمده‌است: مهرروز، ماه‌روز، بهرام‌روز، تیرروز، اورمزدروز، ناهیدروز و جیان‌روز (کیوان‌روز).
این نام‌ها از نام هفت اختر سیار آسمان، یعنی خورشید و ماه و پنج ستاره روان (سیاره) شناخته‌شده آن زمان برگرفته شده‌است. ریشه نام روزهای هفته را به آیین کهن ایرانی مهرپرستی یا همان میترایی نسبت داده‌اند.
علامه دهخدا افزودن شید به نام ستارگان را از مجعولات برساخته آذرکیوان، برمی‌شمارد و می‌گوید که واژه «شید» به معنای پرتو آفتاب است و نمی‌توان آن را به ستارگان نسبت داد. دهخدا واژگانی چون مهشید را از زمره این مجعولات آذرکیوان در کتاب دساتیرِ وی برمی‌شمارد و کاربرد آن‌ها را بیش از سه قرن نمی‌داند. زیرا در ایران باستان هفته وجود نداشته‌است و گاهشماری نزد ایرانیان بر پایهٔ روزهای ماه بوده‌است. به این ترتیب که هر روز به ایزدی منسوب بوده و نامی داشته‌است. نمونه را روزِ نخستِ هر ماه، به نامِ هورمزد (هرمز)، روزِ دوم به نامِ وهومن (هومن یا بهمن)، یا روز شانزدهم به نامِ ایزدبانو آناهیتا نامیده شده بود و هر روز که نامش با نام ماه یکسان بود به نیایش و جشن مختص می‌شد. مفهومِ هفته از تمدن‌های همسایه، به ویژه، میان رودان در فرهنگ ایرانی شده و پس از اسلام صورت امروزی گرفته‌است.

## نام‌های امروزین فارسی
واژهٔ شنبه (به معنی استراحت و آسودن) از اصل سامی است و با سابات (Sabath) هم‌ریشه‌است؛ و سپس به صورت عبری شَبّات (به عبری: שבת) (Shabbat) و آنگاه در عربی السَّبت به فارسی وارد گردیده‌است و روزهای دیگر هم متأثر از عربی با ترکیب عدد و شنبه و آدینه روز با عبارت جمعه (عربی: جمع آمدن) برساخته آمده‌است. روز شنبه در میان اقوام سامی و عرب هفتمین روز هفته بوده و روزهای پس از آن روز اول، تا پنجم و سپس جمعه بوده‌است.
اصل سامی سابات در زبان فارسی امروزه به صورت ساباط (سابات) به آسایشگاه‌های گذرگاه‌ها گفته می‌شوند. همچنین سبات در عربی بمعنی خواب و مأمن استراحت می‌باشد.

## نام روزهای هفته درآیین بیانی
جلال = شنبه

جمال = یکشنبه

کمال  = دوشنبه

فضال = سه شنبه

عدال = چهارشنبه

استجلال = پنج شنبه

استقلال یا سلطان = جمعه

در کتاب   الأسماء کلشیئ - چهارشأن (باب دوم از واحد پنجم =اسم ۷۶ ام) و کتاب پنج شأن در بخش گاهشماری نقطه بیان به موضوع نام روزهای هفته اشاره شده‌است .
* پنج شأن

## روزهای هفته در زبان‌های دیگر

### زبان انگلیسی
روزهای هفته به زبان انگلیسی:
| نام روز در ایران | انگلیسی                     | انگلیسی باستان | ترکیب        | نام روز به انگلیسی | بیان         |
| ---------------- | --------------------------- | -------------- | ------------ | ------------------ | ------------ |
| شنبه             | Saturn                      | Saeternesdaeg  | Satur + day  | Saturday           | -            |
| یک‌شنبه           | Sun                         | Sunnandæg      | Sun + day    | Sunday             | -            |
| دوشنبه           | Moon                        | Mōnandæg       | Mon + day    | Monday             | -            |
| سه‌شنبه           | Tues = Teiwaz => Mars       | Tiwesdæg       | Tues + day   | Tuesday            | تیر= Teiwaz  |
| چهارشنبه         | Wednes = Wōdanaz => Mercury | Wōdnesdæg      | Wednes + day | Wednesday          | -            |
| پنج‌شنبه          | Thurs = Thunor => Jupiter   | Þūnresdæg      | Thurs + day  | Thursday           | ثور= Thunor  |
| جمعه/آدینه       | Fri = Frige => Venus        | Frīġedæġ       | Fri + day    | Friday             | ونوس = Frige |

### زبان فرانسوی
روزهای هفته به زبان فرانسوی:
| نام روز در ایران | لاتین                       | ترکیب       | نام روز به فرانسوی | بیان                               |
| ---------------- | --------------------------- | ----------- | ------------------ | ---------------------------------- |
| شنبه             | Sambati dies / Dies Saturni | -           | Samedi             | پیوند مستقیم ندارد                 |
| یک‌شنبه           | Dies Dominicus / Dies Solis | -           | Dimanche           | پیوند مستقیم ندارد: «روز پروردگار» |
| دوشنبه           | lunae dies                  | Lun + di    | Lundi              | روز ماه                            |
| سه‌شنبه           | Martis dies                 | Mar + di    | Mardi              | روز بهرام                          |
| چهارشنبه         | Mercurii dies               | Mercre + di | Mercredi           | روز تیر                            |
| پنج‌شنبه          | Jovis dies                  | Jeu + di    | Jeudi              | روز اورمز                          |
| جمعه/آدینه       | Veneris dies                | Vendre + di | Vendredi           | روز ناهید                          |

### زبان ایتالیایی
روزهای هفته به زبان ایتالیایی:
| نام روز در ایران | لاتین                       | ترکیب        | نام روز به ایتالیایی | بیان                        |
| ---------------- | --------------------------- | ------------ | -------------------- | --------------------------- |
| شنبه             | Sambati dies / Dies Saturni | -            | Sabato               | روز ساتورن (سیاره کیوان)    |
| یک‌شنبه           | Dies Dominicus / Dies Solis | -            | Domenica             | روز پروردگار (مهر یا میترا) |
| دوشنبه           | lunae dies                  | Lune + dì    | Lunedì               | روز ماه                     |
| سه‌شنبه           | Martis dies                 | Marte + dì   | Martedì              | روز بهرام                   |
| چهارشنبه         | Mercurii dies               | Mercole + dì | Mercoledì            | روز تیر                     |
| پنج‌شنبه          | Jovis dies                  | Giove + dì   | Giovedì              | روز اورمز                   |
| جمعه/آدینه       | Veneris dies                | Vener + dì   | Venerdì              | روز ناهید                   |

### زبان اسپانیایی
روزهای هفته به زبان اسپانیایی:
| نام روز در ایران | لاتین                       | ترکیب        | نام روز به اسپانیایی | بیان                        |
| ---------------- | --------------------------- | ------------ | -------------------- | --------------------------- |
| شنبه             | Sambati dies / Dies Saturni | -            | Sábado               | پیوند مستقیم ندارد          |
| یک‌شنبه           | Dies Dominicus / Dies Solis | -            | Domingo              | روز پروردگار (مهر یا میترا) |
| دوشنبه           | lunae dies                  | Lune + s     | Lunes                | روز ماه                     |
| سه‌شنبه           | Martis dies                 | Marte + s    | Martes               | روز بهرام                   |
| چهارشنبه         | Mercurii dies               | Miércole + s | Miércoles            | روز تیر                     |
| پنج‌شنبه          | Jovis dies                  | Jueve + s    | Jueves               | روز اورمز                   |
| جمعه/آدینه       | Veneris dies                | Vierne + s   | Viernes              | روز ناهید                   |